# Au am Leithaberge
Au am Leithaberge – gmina targowa w Austrii, w kraju związkowym Dolna Austria, w powiecie Bruck na der Leitha. Według Austriackiego Urzędu Statystycznego liczyła 908 mieszkańców (1 stycznia 2014).